# Thelymitra purpurata
Thelymitra purpurata är en orkidéart som beskrevs av Herman Montague Rucker Rupp. Thelymitra purpurata ingår i släktet Thelymitra och familjen orkidéer. Inga underarter finns listade i Catalogue of Life.